# Kolarstwo na Letnich Igrzyskach Olimpijskich 2012 – sprint kobiet
Sprint kobiet podczas Letnich Igrzysk Olimpijskich 2012 rozegrany został między 5 a 7 sierpnia na torze London Velopark.

## Terminarz
| Data            | Godzina |               |
| --------------- | ------- | ------------- |
| 5 sierpnia 2012 | 11:00   | Eliminacje    |
| 5 sierpnia 2012 | 16:00   | Kolejne rundy |
| 6 sierpnia 2012 | 16:45   | Ćwierćfinały  |
| 7 sierpnia 2012 | 16:00   | Półfinały     |
| 7 sierpnia 2012 | 17:25   | Finał         |

## Wyniki

### Eliminacje
Wyniki:
| Pozycja | Zawodniczka           | Czas   | Średnia prędkość (km/h) |
| ------- | --------------------- | ------ | ----------------------- |
| 1.      | Victoria Pendleton    | 10.724 | 67.139                  |
| 2.      | Anna Meares           | 10.805 | 66.635                  |
| 3.      | Guo Shuang            | 11.020 | 65.335                  |
| 4.      | Kristina Vogel        | 11.027 | 65.294                  |
| 5.      | Olga Panarina         | 11.080 | 64.981                  |
| 6.      | Lisandra Guerra       | 11.109 | 64.812                  |
| 7.      | Lee Wai Sze           | 11.203 | 64.268                  |
| 8.      | Simona Krupeckaitė    | 11.234 | 64.091                  |
| 9.      | Natasha Hansen        | 11.241 | 64.051                  |
| 10.     | Lubow Szulika         | 11.319 | 63.609                  |
| 11.     | Willy Kanis           | 11.322 | 63.593                  |
| 12.     | Monique Sullivan      | 11.347 | 63.593                  |
| 13.     | Juliana Gaviria       | 11.376 | 63.291                  |
| 14.     | Lee Hye-Jin           | 11.405 | 63.130                  |
| 15.     | Virginie Cueff        | 11.439 | 62.942                  |
| 16.     | Daniela Larreal       | 11.569 | 62.235                  |
| 17.     | Kayono Maeda          | 11.600 | 62.068                  |
| 18.     | Jekatierina Gnidienko | 11.649 | 61.807                  |

### Pierwsza runda
Wyniki:
| Zawodniczka           | Czas   | Śr. prędkość (km/h) |
| --------------------- | ------ | ------------------- |
| Victoria Pendleton    | 11.775 | 61.146              |
| Jekatierina Gnidienko |        |                     |

| Zawodniczka     | Czas   | Śr. prędkość (km/h) |
| --------------- | ------ | ------------------- |
| Guo Shuang      | 11.371 | 63.318              |
| Daniela Larreal |        |                     |

| Zawodniczka   | Czas   | Śr. prędkość (km/h) |
| ------------- | ------ | ------------------- |
| Olga Panarina | 11.608 | 62.026              |
| Lee Hye-Jin   |        |                     |

| Zawodniczka      | Czas   | Śr. prędkość (km/h) |
| ---------------- | ------ | ------------------- |
| Lee Wai Sze      | 11.300 | 63.716              |
| Monique Sullivan |        |                     |

| Zawodniczka    | Czas   | Śr. prędkość (km/h) |
| -------------- | ------ | ------------------- |
| Natasha Hansen |        |                     |
| Lubow Szulika  | 11.808 | 60.975              |

| Zawodniczka  | Czas   | Śr. prędkość (km/h) |
| ------------ | ------ | ------------------- |
| Anna Meares  | 11.800 | 61.016              |
| Kayono Maeda |        |                     |

| Zawodniczka    | Czas   | Śr. prędkość (km/h) |
| -------------- | ------ | ------------------- |
| Kristina Vogel | 11.605 | 62.042              |
| Virginie Cueff |        |                     |

| Zawodniczka     | Czas   | Śr. prędkość (km/h) |
| --------------- | ------ | ------------------- |
| Lisandra Guerra | 11.390 | 63.213              |
| Juliana Gaviria |        |                     |

| Zawodniczka        | Czas   | Śr. prędkość (km/h) |
| ------------------ | ------ | ------------------- |
| Simona Krupeckaitė | 11.528 | 62.456              |
| Willy Kanis        |        |                     |

#### Repasaże
Wyniki:
| Zawodniczka           | Czas   | Śr. prędkość (km/h) |
| --------------------- | ------ | ------------------- |
| Natasha Hansen        | 11.882 | 60.595              |
| Juliana Gaviria       |        |                     |
| Jekatierina Gnidienko |        |                     |

| Zawodniczka     | Czas   | Śr. prędkość (km/h) |
| --------------- | ------ | ------------------- |
| Willy Kanis     | 11.643 | 61.839              |
| Virginie Cueff  |        |                     |
| Daniela Larreal |        |                     |

| Zawodniczka      | Czas   | Śr. prędkość (km/h) |
| ---------------- | ------ | ------------------- |
| Monique Sullivan | 11.572 | 62.219              |
| Lee Hye-Jin      |        |                     |
| Kayono Maeda     |        |                     |

### Druga runda
Wyniki:
| Zawodniczka        | Czas   | Śr. prędkość (km/h) |
| ------------------ | ------ | ------------------- |
| Victoria Pendleton | 11.840 | 60.810              |
| Willy Kanis        |        |                     |

| Zawodniczka    | Czas   | Śr. prędkość (km/h) |
| -------------- | ------ | ------------------- |
| Guo Shuang     | 11.431 | 62.986              |
| Natasha Hansen |        |                     |

| Zawodniczka        | Czas   | Śr. prędkość (km/h) |
| ------------------ | ------ | ------------------- |
| Olga Panarina      |        |                     |
| Simona Krupeckaitė | 11.486 | 62.685              |

| Zawodniczka      | Czas   | Śr. prędkość (km/h) |
| ---------------- | ------ | ------------------- |
| Anna Meares      | 11.566 | 62.251              |
| Monique Sullivan |        |                     |

| Zawodniczka    | Czas   | Śr. prędkość (km/h) |
| -------------- | ------ | ------------------- |
| Kristina Vogel | 11.547 | 62.353              |
| Lubow Szulika  |        |                     |

| Zawodniczka     | Czas   | Śr. prędkość (km/h) |
| --------------- | ------ | ------------------- |
| Lisandra Guerra | 11.485 | 62.690              |
| Lee Wai Sze     |        |                     |

#### Repasaże
Wyniki:
| Zawodniczka   | Czas   | Śr. prędkość (km/h) |
| ------------- | ------ | ------------------- |
| Willy Kanis   |        |                     |
| Lubow Szulika | 11.461 | 62.821              |
| Lee Wai Sze   |        |                     |

| Zawodniczka      | Czas   | Śr. prędkość (km/h) |
| ---------------- | ------ | ------------------- |
| Monique Sullivan |        |                     |
| Natasha Hansen   |        |                     |
| Olga Panarina    | 11.572 | 62.219              |

### Pojedynek o miejsca 9. – 12.
Wyniki:
| Zawodniczka      | Czas   | Śr. prędkość (km/h) | Pozycja |
| ---------------- | ------ | ------------------- | ------- |
| Willy Kanis      | 11.852 | 60.749              | 9.      |
| Lee Wai Sze      |        |                     | 10.     |
| Monique Sullivan |        |                     | 11.     |
| Natasha Hansen   |        |                     | 12.     |

### Ćwierćfinały
Wyniki:
| Zawodniczka        | Czas (wyścig 1) | Czas (wyścig 2) |
| ------------------ | --------------- | --------------- |
| Victoria Pendleton | 11.226          | 11.339          |
| Olga Panarina      |                 |                 |

| Zawodniczka     | Czas (wyścig 1) | Czas (wyścig 2) | Czas (wyścig 3) |
| --------------- | --------------- | --------------- | --------------- |
| Guo Shuang      |                 | 11.283          | 11.337          |
| Lisandra Guerra | 11.536          |                 |                 |

| Zawodniczka   | Czas (wyścig 1) | Czas (wyścig 2) |
| ------------- | --------------- | --------------- |
| Anna Meares   | 11.465          | 11.573          |
| Lubow Szulika |                 |                 |

| Zawodniczka        | Czas (wyścig 1) | Czas (wyścig 2) |
| ------------------ | --------------- | --------------- |
| Kristina Vogel     | 11.541          | 11.568          |
| Simona Krupeckaitė |                 |                 |

### Pojedynek o miejsca 5. – 8.
Wyniki:
| Zawodniczka        | Czas   | Śr. prędkość (km/h) | Pozycja |
| ------------------ | ------ | ------------------- | ------- |
| Simona Krupeckaitė | 11.812 | 60.954              | 5.      |
| Lisandra Guerra    |        |                     | 6.      |
| Lubow Szulika      |        |                     | 7.      |
| Olga Panarina      |        |                     | 8.      |

### Półfinały
Wyniki:
| Zawodniczka        | Czas (wyścig 1) | Czas (wyścig 2) |
| ------------------ | --------------- | --------------- |
| Victoria Pendleton | 11.481          | 11.538          |
| Kristina Vogel     |                 |                 |

| Zawodniczka | Czas (wyścig 1) | Czas (wyścig 2) |
| ----------- | --------------- | --------------- |
| Anna Meares | 11.683          | 11.284          |
| Guo Shuang  |                 |                 |

### Finały
Wyniki:
Pojedynek o brązowy medal
| Zawodniczka    | Czas (wyścig 1) | Czas (wyścig 2) | Pozycja |
| -------------- | --------------- | --------------- | ------- |
| Kristina Vogel |                 |                 | 4.      |
| Guo Shuang     | 11.532          | 11.591          | brąz    |

Pojedynek o złoty medal
| Zawodniczka        | Czas (wyścig 1) | Czas (wyścig 2) | Pozycja |
| ------------------ | --------------- | --------------- | ------- |
| Victoria Pendleton |                 |                 | srebro  |
| Anna Meares        | 11.218          | 11.348          | złoto   |